# Encrinurus
Encrinurus è stato un trilobite dell'ordine Phacopida, famiglia Encrinuridae vissuto nell'Ordoviciano superiore e nel Siluriano.

## Descrizione
La superficie dello scudo cefalico di Encrinurus è ornamentata da tubercoli particolarmente grandi, una delle sue più grandi caratteristiche. Gli occhi sono spesso peduncolati e le spine genali sono brevi. Lo scudo caudale, relativamente lungo, è composto di un numero maggiore di segmenti sull'asse che non sui lobi pleurali. Raggiungeva una lunghezza media di 6 cm.

## Habitat
Questo trilobite viveva in acque basse. La sua distribuzione geografica è mondiale.